# Zimne Wody
Zimne Wody (deutsch: Kaltwasser) ist ein Ort in der Landgemeinde Lewin Kłodzki (Lewin) im Powiat Kłodzki 
der Woiwodschaft Niederschlesien in Polen. Es gehört liegt fünf Kilometer südwestlich von Duszniki-Zdrój (Bad Reinerz).

## Geographie
Zimne Wody liegt in den nördlichen Ausläufern des Adlergebirges unmittelbar an der Grenze zu Tschechien. Nachbarorte sind Jawornica (Jauernig) im Norden, Wapienniki (Hordis) im Nordosten, Kozia Hala (Ziegenhaus) im Osten, Graniczna (Grenzendorf) im Südosten, Kocioł (Kuttel) im Westen sowie Jerzykowice Małe (Kleingeorgsdorf) und Witów (Nerbotin; 1937–1945: Markrode) im Nordwesten. Oberhalb von Zimne Wody entspringt die Bystra (Schnelle), ein linker Nebenfluss der Metuje (Mettau).

## Geschichte
Das Kammerdorf Kaltwasser wurde 1684 im Gebiet der vormaligen Herrschaft Hummel auf königlichem Grund angelegt. Es gehörte zur Grafschaft Glatz und war zur Pfarrkirche St. Michael in Lewin gepfarrt. Nach dem Ersten Schlesischen Krieg 1742 und endgültig nach dem Hubertusburger Frieden 1763 kam es zusammen mit der Grafschaft Glatz an Preußen. 1793 bestand es aus 19 Häusern, in denen 135 Einwohner lebten. Nach der Neugliederung Preußens gehörte es ab 1815 zur Provinz Schlesien und war 1816–1945 dem Landkreis Glatz eingegliedert. Es bildete eine eigene Landgemeinde und gehörte zum Amtsbezirk Tassau. Die Bevölkerung ernährte sich überwiegend von der Landwirtschaft und der Hausweberei. 1939 wurden 85 Einwohner gezählt.
Als Folge des Zweiten Weltkriegs fiel Kaltwasser 1945 wie fast ganz Schlesien an Polen und wurde in Zimne Wody umbenannt. Die deutsche Bevölkerung wurde vertrieben. Die neu angesiedelten Bewohner waren teilweise Zwangsumgesiedelte aus Ostpolen, das an die Sowjetunion gefallen war. Viele von ihnen verließen den Ort in den nächsten Jahrzehnten, so dass Zimne Wody schon länger weitgehend entvölkert ist und die nicht bewohnten Häuser dem Verfall preisgegeben wurden. 1975–1998 gehörte Zimne Wody zur Woiwodschaft Wałbrzych (Waldenburg).